# Contrabando en América

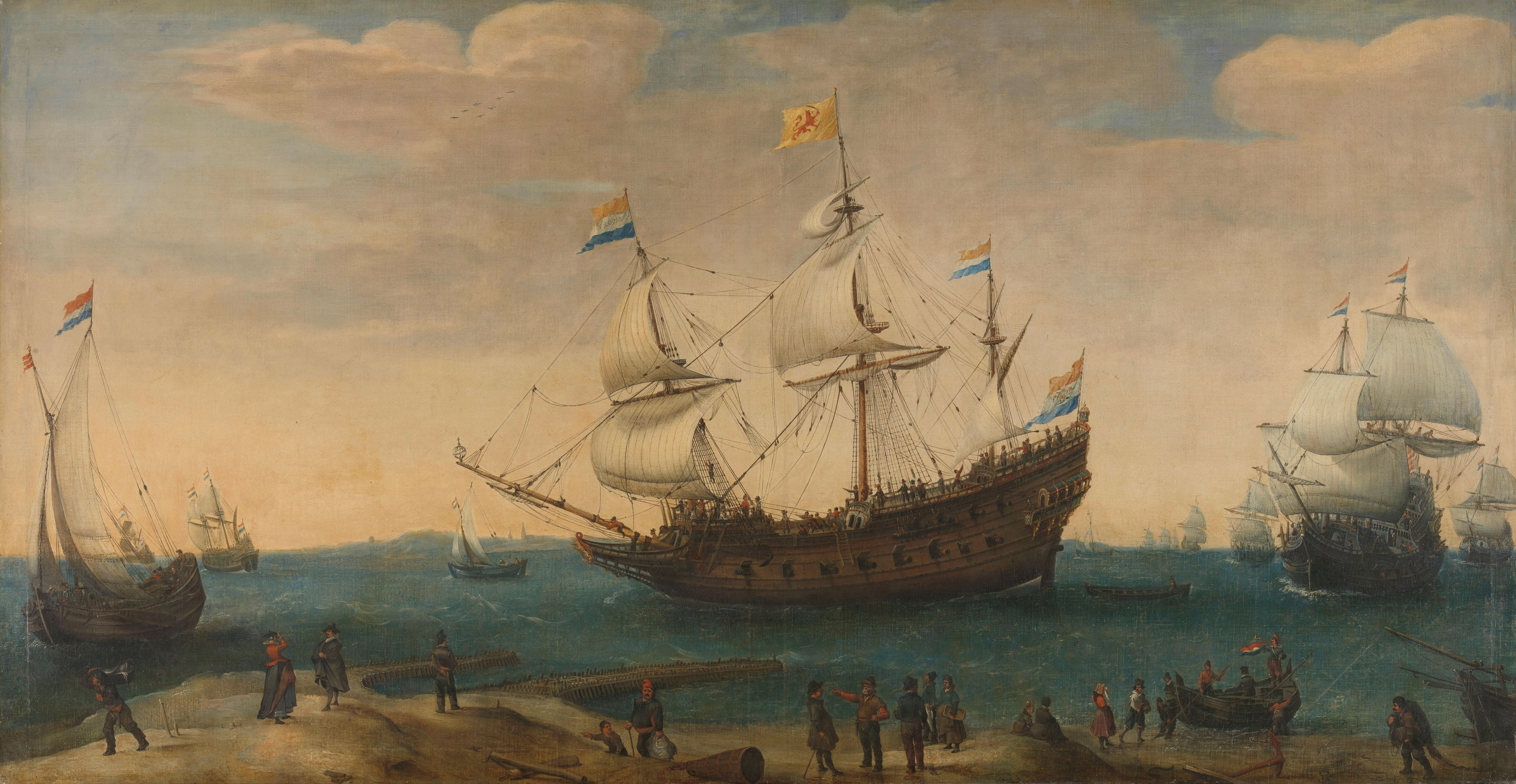
Galeón, embarcación característica utilizada por los contrabandistas hacia el.

La actividad de contrabando en América, se desarrolla a partir del siglo XVII como respuesta al llamado Monopolio Comercial Español. El contrabando por esa época consistía en el comercio y tráfico ilegal, sin que el tráfico fuera reportado o autorizado por las autoridades coloniales. Las fronteras del Imperio colonial español eran muy permeables, y las ciudades establecidas en suelo americano se convirtieron en potenciales clientes ávidos de los productos que desembarcaban desde barcos operados por europeos no españoles.
Al respecto Guillermo Céspedes del Castillo indica que  "el monopolio español cede ante el esfuerzo de sus importantes adversarios. A comienzos del siglo XVII son los extranjeros los principales beneficiarios del comercio de Indias en Sevilla; a través de testaferros españoles, más del 90% del capital y utilidades del tráfico entre América y el puerto andaluz pertenecen en realidad a franceses, genoveses, holandeses, ingleses y alemanes. ... En 1686, las flotas [españolas] surtían sólo en una tercera parte a los mercados indianos, que eran abastecidos en los restantes dos tercios por el contrabando".

## Desarrollo del contrabando
Al transcurrir los siglos el comercio mediante contrabando llegó a abarcar casi todas las colonias españolas en América, siendo su apogeo en el siglo XVIII. Los contrabandistas provenían de Inglaterra, Holanda, Suecia, Francia, Dinamarca, Italia, Escocia, Estados Unidos, Prusia, Rusia y Turquía, y acechaban y desafiaban con éxito el infructuoso intento español de mantener un monopolio comercial sobre sus colonias en América.
El talón de Aquiles de la estrategia española, radicaba en que no poseía un desarrollo industrial ni de manufacturas que le permitiera abastecer los mercados americanos, por ello España debía comprar productos en terceros países para luego transportarlos a América, con importantes sobreprecios e impuestos. Este comportamiento por una parte desarrolló en los habitantes de América una apreciación por las mercancías extranjeras por sobre las españolas, a la vez que dejaba abierta la oportunidad para competidores que pudieran ofrecer menores precios.
Además de la oportunidad comercial que significaban las colonias en América, un factor importante en el desarrollo del contrabando es el aumento de la producción en Inglaterra y Holanda de la mano del establecimiento de fábricas, lo que ofrecía un incentivo adicional a los comerciantes para conseguir nuevos mercados. Al respecto Céspedes del Castillo indica "Entre 1623 y 1655 se establecen y consolidan en las Pequeñas Antillas, colonias inglesas, francesas y holandesas, excelentes trampolines para el contrabando en los puertos indianos del Caribe; desde 1680, la colonia portuguesa de Sacramento será análogo lugar de penetración comercial en la cuenca del Plata".
Así las colonias americanas recibían mercaderías de contrabando a precios más convenientes que los que ofrecían los comerciantes que seguían el camino legal.En la cadena de contrabando participaban todos los estratos sociales de la colonia desde los humildes peones hasta oficiales gubernamentales.
Una de las estratagemas más utilizadas por los contrabandistas para desembarcar sus productos en los puertos americanos, era denominada arribada. Para ello el barco entraba en puerto alegando algún inconveniente técnico (como ser: rotura de velamen, problemas en el casco o timón, extravío de la ruta), y anclaba en los muelles hasta resolver el inconveniente a veces por varios meses. Allí desembarcaban en secreto sus mercaderías o acordaban términos comerciales con las autoridades locales.
Entre las mercancías que las colonias ofrecían a cambio del contrabando las principales eran materias primas tales como: maderas, azúcar, tabaco, algodón, cacao, y esporádicamente metales preciosos. En tanto, las mercaderías más apetecidas en Hispanoamérica fueron los tejidos, diversas provisiones (bebidas alcohólicas, aceite, etc.), artículos de uso doméstico y bienes de producción, como herramientas, hierro y acero. Además un porcentaje muy elevado del comercio de esclavos negros estuvo en manos de contrabandistas, especialmente en la segunda mitad del siglo XVIII.